# Quanta laetitia
Mit der Enzyklika Quanta laetitia vom 13. Februar 1827 nahm Papst Leo XII. eine Reorganisation der römisch-katholischen Kirche in Schottland vor. Nach dem Lob und der Ehrung der bisherigen Apostolischen Vikare in Schottland ging er nach ausführlichen Beratungen auf den Wunsch einer Neugliederung ein. Schottland wurde in die Kirchenprovinzen Ost, West und Nord gegliedert und die Zugehörigkeiten der Grafschaften, Gebiete, Städte und Ortschaften zu den Diözesen wurden festgelegt.